# ArtLine Racing
ArtLine Racing (Stromos ArtLine) – rosyjsko-niemiecko-gruziński zespół wyścigowy założony w 1998 roku przez Gruzińskiego biznesmena i kierowcę wyścigowego Szota Abkchazawa jako Pilot F3 Engineering.
Ekipa poświęciła się głównie startom w Formule 3. Największe sukcesy święciła w seriach rosyjskich: w Rosyjskiej Formule 3 oraz Rosyjskiej Formule 1600, gdzie zdobyła łącznie sześć tytułów wśród kierowców i cztery tytuły jako zespół. Początkowo używano bolidu skonstruowanego przez Dallare, jednak w 2002 roku rozpoczęto pracę nad swoim własnym bolidem ArtTech. Tego też bolidu używano w Niemieckiej Formule 3, do której zespół ten dołączył w 2009 roku. W kolejnych dwóch sezonach ekipa święciła tam triumf w klasyfikacji ATS F3 Trophy. Poza tym w 2008 roku ekipa odnotowała także starty w Formule 3 Light, Formule 3 NEZ oraz w Fińskiej Formule 3.